# Герб на североизточните области
Гербът на североизточните области обхваща североизточните земи на днешна европейска Русия и е съставен от 5 щита:
- Пермски герб: на червено поле бяла мечка, над нея златно евангелие, а над него сребърен кръст;
- Вятски герб: на златно поле показваща се ръка отдясно на лазурен облак, в червени одежди, държаща червен опънат лък със стрела; в горния десен ъгъл е поставен червен кръст;
- Български герб (Волжка България): на зелено поле е изобразен вървящ агнец с червена хоругва, със златен кръст;
- Обдорски герб: на сребърно поле е поставена черна вървяща лисица с червени очи и език;
- Кондински герб: на зелено поле е изобразен див човек с дъбов пояс и венец на главата, държащ в дясната си ръка, подпряна на плещите, сребърна бухалка.